# Faille du Karakoram
La faille du Karakoram est un système de failles à glissement oblique dans la région himalayenne de l'Inde, en Asie. 
Le glissement le long de la faille permet l'expansion radiale de l'arc himalayen, l'indentation vers le nord des montagnes du Pamir, et l'extrusion latérale vers l'est du plateau tibétain,.
Les mouvements actuels suggèrent que la convergence entre la plaque indienne et la plaque eurasienne est d'environ 44±5 mm par an dans la région occidentale de l'Himalaya et du Pamir et environ 50±2 mm par an dans la région de l'Himalaya oriental.

## Origine
La création de la faille du Karakoram a commencé avec la fermeture de l'ancien océan Téthys qui séparait autrefois les deux continents modernes de l'Asie et de l'Inde.
La faille du Karakoram elle-même ne trace pas de limite de plaque, sauf là où elle se termine peut-être dans la zone de suture Indus-Yarlung. Le chevauchement originel se produit en reliant des failles de chevauchement existantes dans ce qui est aujourd'hui les montagnes du Pamir, il y a entre 17 et 20 millions d'années.

## Galerie
- Informations sur la faille du Karakoram et superposées sur une carte topographique de la région. EPM = Montagnes du Pamir oriental.